# Region Mittlerer Osten-Afrika (Little League Baseball World Series)
Die Region Mittlerer Osten-Afrika war eine der acht internationalen Regionen, welche Teilnehmer an die Little League Baseball World Series, das größte Baseball-Turnier für Jugendliche, entsandten. Von 2001 bis 2007 waren die Mannschaften den Regionen Europa, Mittlerer Osten und Afrika sowie Transatlantik zugeordnet. Ab 2013 wird im pazifischen Raum Australien eine eigene Region bilden, dafür wird die Region Mittlerer Osten-Afrika wieder aufgelöst und der Teil Afrikas sowie die Türkei und Israel Europa zugeordnet, die Staaten des Mittleren Ostens werden der Region Asien-Pazifik zugeteilt.

## Teilnehmende Staaten
Folgende Nationen waren in dieser Region organisiert:
- Katar
- Kuwait
- Saudi-Arabien
- Südafrika
- Uganda
- Vereinigte Arabische Emirate

## Regionale Meisterschaften
Die jeweiligen Gewinner sind grün markiert.
| Jahr | Katar           | Kuwait           | Saudi-Arabien               | Südafrika                               | Uganda                          | Vereinigte Arabische Emirate |
| ---- | --------------- | ---------------- | --------------------------- | --------------------------------------- | ------------------------------- | ---------------------------- |
| 2008 | kein Teilnehmer | Kuwait LL Kuwait | Arabian American LL Dhahran | kein Teilnehmer                         | Rev. John Foundation LL Kampala | Dubai LL Dubai               |
| 2009 | kein Teilnehmer | Kuwait LL Kuwait | Arabian American LL Dhahran | kein Teilnehmer                         | kein Teilnehmer                 | Dubai LL Dubai               |
| 2010 | kein Teilnehmer | Kuwait LL Kuwait | Arabian American LL Dhahran | Cape Town LL Kapstadt                   | Rev. John Foundation LL Kampala | Dubai LL Dubai               |
| 2011 | kein Teilnehmer | Kuwait LL Kuwait | Arabian American LL Dhahran | Kwa Zulu Natal BB Association LL Durban | Rev. John Foundation LL Kampala | Dubai LL Dubai               |
| 2012 | Qatar LL Doha   | Kuwait LL Kuwait | Arabian American LL Dhahran | kein Teilnehmer                         | Lugazi LL Lugazi                | Dubai LL Dubai               |

## Resultate an den Little League World Series

### Nach Jahr
| Jahr | Mannschaft          | Stadt   | Klassierung       | W-L |
| ---- | ------------------- | ------- | ----------------- | --- |
| 2008 | Arabian American LL | Dhahran | Runde 1           | 0–3 |
| 2009 | Arabian American LL | Dhahran | Runde 1           | 1–2 |
| 2010 | Arabian American LL | Dhahran | 4. Platz Gruppe C | 0–3 |
| 2011 | Arabian American LL | Dhahran | Runde 2           | 1–2 |
| 2012 | Lugazi LL           | Lugazi  | Runde 1           | 1–2 |

### Nach Land
| Staat                        | Anzahl Meisterschaften | Anzahl Teilnahmen | W-L an den LLWS | %    |
| ---------------------------- | ---------------------- | ----------------- | --------------- | ---- |
| Saudi-Arabien                | 3                      | 4                 | 2–10            | .167 |
| Uganda                       | 2                      | 1                 | 1–2             | .333 |
| Katar                        | 0                      | 0                 | 0–0             | –    |
| Kuwait                       | 0                      | 0                 | 0–0             | –    |
| Südafrika                    | 0                      | 0                 | 0–0             | –    |
| Vereinigte Arabische Emirate | 0                      | 0                 | 0–0             | –    |
| Total                        | 5                      | 5                 | 3–12            | .200 |

 Stand nach den Little League World Series 2012